# Скайлайн 4
«Скайла́йн 4» (англ. Skyline: Warpath) — американский научно-фантастический боевик, находящийся на этапе монтажно-тонировочного периода. На должность сценариста и режиссёра был нанят Лиам О’Доннелл. Главные роли исполнили Ико Ювайс, Скотт Эдкинс, Луис Мэндилор, Рэндалл Бейкон и Яян Рухиан. Является продолжением фильмов «Скайлайн 2» (2017) и «Скайлайн 3» (2020).
Выход в прокат в США запланирована на 2025 год.

## Сюжет
События разворачиваются через пять лет после событий третьего фильма, Суа обнаруживает могущественный инопланетный артефакт «Лучевой перстень», и ему приходится иметь дело с коррумпированным Эриком и армией инопланетных захватчиков.

## В ролях
- Ико Ювайс — Суа, лидер подпольного сопротивления[2]
- Скотт Эдкинс — Эрик
- Луис Мэндилор
- Рэндалл Бэкон
- Яян Рухьян — Хуана

## Производство
В декабре 2020 года Фрэнк Грилло выразил заинтересованность в участии в новом фильме. В августе 2021 года О’Доннелл объявил, что закончил сценарий, фильм получил название — Skyline Radial. Режиссёр заявил, что сюжет будет включать в себя историю воссоединения отца и дочери, признав при этом, что в будущем ему, возможно, придётся переписать несколько частей.
В мае 2022 года появилась информация, что О’Доннелл вновь выступит в качестве сценариста и режиссёра нового фильма. Режиссёр заявил, что рассматривает эту часть как аналог «Форсажа» или «Мстителей», где различные персонажи из предыдущих фильмов объединятся для «большего… научно-фантастического приключения с боевыми искусствами». Начало съёмок было запланировано на конец того же года. Компания Screen Media будет продавать права на международный кинопрокат в сотрудничестве со своей материнской компанией Chicken Soup for the Soul Entertainment, а дистрибьютор будет определен после Каннского кинофестиваля 2022 года. В центре сюжета — полковник Роуз Корли, нанимающая команду для освобождения своего отца, детектива Марка Корли, из инопланетной тюрьмы, и вступающая в конфликт с самой могущественной силой во Вселенной, инопланетной расой Радиал.
В январе 2024 года стало известно, что съёмки фильма, получившего название «Skyline: Warpath», завершились в Индонезии, а Грилло и Морган не будут повторять свои роли из предыдущих фильмов. Ико Ювайс вернётся к роли Суа, а к актёрскому составу присоединятся Скотт Эдкинс, Луис Мэндилор, Рэндалл Бэкон и Яян Рухиан. Права на прокат фильма приобрела компания XYZ Films.
Премьера фильма в США запланирована на 2025 год.